# Маи-Ндомбе (провинция)
Маи-Ндомбе (фр. Mai-Ndombe) — провинция Демократической Республики Конго, расположенная на западе страны.

## География
До конституционной реформы 2005 года провинция Маи-Ндомбе была частью бывшей Бандунду. Административный центр — город Инонго. На территории провинции расположено озеро Маи-Ндомбе.
Население провинции — 1 768 327 человек (2005).

## Административное деление

### Города
- Бандунду

### Территории
- Район Маи-Ндомбе (Mai-Ndombe)
  - Инонго
  - Кири
  - Куту
  - Ошве
- Район Плато (Plateaux)
  - Болобо
  - Квамут
  - Мушие[англ.]
  - Юмби[англ.]